# William Longworth
William Longworth (ur. 26 września 1892 w Singleton, zm. 17 października 1969 w Wahroonga) – australijski pływak, kraulista, olimpijczyk. Brał udział w igrzyskach w 1912 roku. Zakwalifikował się do finału na 100 metrów stylem dowolnym oraz do półfinału 1500 metrów stylem dowolnym, lecz z powodu choroby nie był w stanie kontynuować zawodów.

## Wyniki olimpijskie
| Konkurencja            | Eliminacje | Eliminacje           | Ćwierćfinały | Ćwierćfinały         | Półfinał | Półfinał             | Finał           | Finał           |
| Konkurencja            | Wynik      | Miejsce              | Wynik        | Miejsce              | Wynik    | Miejsce              | Wynik           | Miejsce         |
| ---------------------- | ---------- | -------------------- | ------------ | -------------------- | -------- | -------------------- | --------------- | --------------- |
| 100 m stylem dowolnym  | 1:05,20    | 2. w swoim wyścigu Q | 1:05,20      | 2. w swoim wyścigu Q | 1:06,20  | 3. w swoim wyścigu Q | -               | DNS             |
| 1500 m stylem dowolnym | 23:03,60   | 2. w swoim wyścigu Q |              |                      | -        | DNS                  | → Nie awansował | → Nie awansował |